# Marc Herremans
Pour l’article homonyme, voir Heeremans.
Marc Herremans né le 19 décembre 1973 à Merksem est un triathlète belge devenu triathlète handisport à la suite d'un accident à l'entraînement. Il est double champion de Belgique (1998, 1999) et champion du monde HC d'Ironman en 2006.

## Biographie
Marc Herremans finit 6e des championnats du monde d'Ironman à Kailua-Kona en 2001. Le 28 janvier 2002 juste avant l'Ironman Lanzarote, il chute à l'entrainement avec son vélo dans un ravin, en atterrissant sur des rochers il se brise la colonne vertébrale. À l'hôpital, les médecins diagnostiquent une paralysie totale de la poitrine aux pieds, qui le force à vivre dans un fauteuil roulant pour le reste de sa vie. Huit mois seulement après son terrible accident, il prend à nouveau le départ de l'Ironman d'Hawaï dans la catégorie handisport, pour le remporter quatre années plus tard. Il est devenu pour son exploit spectaculaire « Personnalité sportive belge de l'année 2002 » devant la joueuse de tennis Kim Clijsters au terme d'un vote organisé par la télévision publique flamande et le journal Het Nieuwsblad.
En 2003, il crée une fondation intitulée To Walk Again qui soutient d'autres personnes handicapées, elle a pour but de créer un centre sportif pour personnes handicapées et d'investir dans la recherche sur la moelle osseuse. 
En octobre 2007, il devient la première personne à compléter le « Trophée Crocodile » avec un vélo à main. Cette compétition est l'une des courses de VTT les plus difficiles du monde, traversant une partie du nord de  l'Australie.
Marc Herremans a écrit un livre et a contribué à la réalisation d'un film sur sa vie. Le livre, le film et la fondation de Marc sont tous intitulés To Walk Again. Le film, réalisé par Stijn Coninx avec une bande sonore écrite par Ozark Henry, le filme dans ses efforts pour gagner l'Ironman et pour aider les personnes handicapées dans leur vie, en les encourageant à travers sa fondation.

## Palmarès triathlon
Le tableau présente les résultats les plus significatifs (podium) obtenus sur le circuit international de triathlon et de paratriathlon depuis 2001,. 
| Année | Compétition                       | Pays       | Position           | Temps            |
| ----- | --------------------------------- | ---------- | ------------------ | ---------------- |
| 2008  | Ironman HC - Championnat du monde | États-Unis | Médaille de bronze | 11 h 46 min 42 s |
| 2006  | Ironman HC - Championnat du monde | États-Unis | Médaille d'or      | 10 h 53 min 29 s |
| 2005  | Ironman HC - Championnat du monde | États-Unis | Médaille d'argent  | 10 h 57 min 23 s |
| 2004  | Ironman HC - Championnat du monde | États-Unis | Médaille de bronze | 13 h 48 min 23 s |
| 2003  | Ironman HC - Championnat du monde | États-Unis | Médaille de bronze | 13 h 24 min 25 s |
| 2001  | Championnat de Belgique           | Belgique   | Médaille d'argent  | Timing           |
| 1999  | Championnat de Belgique           | Belgique   | Médaille d'or      | Timing           |
| 1998  | Championnat de Belgique           | Belgique   | Médaille d'or      | 1 h 49 min 44 s  |